# Lilting
Le lilting est une forme de chant traditionnel commune aux zones où le gaélique est pratiqué, que ce soit en Irlande ou en Écosse. Il porte des noms différents suivant les régions, tels que mouth music (musique buccale), diddling, jigging, chin music ou cheek music, puirt a beul (en) en écossais, canterach ou portaireacht bhéil (port a'bhéil) en irlandais. 

## Caractéristiques
Le lilting est un texte écrit pour accompagner la danse. Plus que les mots, qui n'ont en général pas de sens, c'est le rythme qui prédomine. La traduction n'a donc, le plus souvent, pas d'intérêt.

## Origines
L'origine du lilting n'est pas claire. Il peut résulter de l'absence d'instruments, soit parce qu'ils étaient trop onéreux, ou qu'ils étaient interdits. Cependant, la musique traditionnelle d'autres pays indo-européens a également subi les mêmes contraintes sans qu'un tel mode d'expression ne se développe.

## Interprètes représentatifs
Parmi les chanteurs représentatifs du lilting, il faut retenir Paddy Tunney (en) (1921-2002), Bobby Gardiner (en) (né en 1939, également accordéoniste), Seamus Brogan, Katherine Burke (seconde du All-Ireland Fleadh en 1998), Seamus Fay, M. J. O'Reilly, la famille McPeake, Len Graham, Joe Holmes, Micho Russell, Christine Primrose, Audrey Saint-Cœur, et Elizabeth Cronin.
Les écossaises Karen Matheson et Mary Ann Kennedy (en) firent une démonstration de lilting en 2005 durant la série télévisée de la BBC, The Highland Sessions, enregistrée à Killiecrankie (Perthshire).